# Venere nera (raccolta di racconti)
Venere nera (Black Venus) è una raccolta di racconti, centrati sulla reinterpretazione di alcuni personaggi storici e letterari, dell'autrice britannica Angela Carter del 1985.

## Racconti contenuti

### Venere nera
Il racconto è stato pubblicato, col titolo originale Black Venus, sulla rivista Next Editions nel 1980..
Trama
A Parigi, alla metà del XIX secolo, la prostituta mulatta Jeanne Duval riflette sulla sua vita e sul rapporto che la lega al più celebre dei suoi amanti, il poeta Charles Baudelaire, che chiama familiarmente "papino". Dopo la morte di lui, minata nel fisico ma non nello spirito, grazie al gruzzolo accumulato da suo fratello torna in Martinica, dove trascorre una serena vecchiaia.

### Il bacio
Il racconto è stato pubblicato, col titolo originale The Kiss, sulla rivista Harper's and Queen nel 1977.
Trama
L'autrice riferisce le impressioni che le ha dato la visita alla città di Samarcanda, riguardo sia ai monumenti che agli abitanti. La moschea di Babi Khanoum la spinge  a narrare la leggenda della moglie di Tamerlano, che fu sedotta dall'architetto di corte. Questi, per sfuggire all'ira del sovrano, fuggì in volo fino al suo paese natale con le ali che gli erano appena spuntate.

### Nostra signora dei massacri
Il racconto è stato pubblicato, col titolo originale Captured by the Red Man ("Catturata dall'uomo rosso"), sulla rivista The Saturday Night Reader nel 1979. In occasione della sua pubblicazione in volume è stato reintitolato Our Lady of the Massacre.
Trama
Una donna inglese, vissuta tra il XVII e il XVIII secolo, racconta la sua storia: nata da contadini del Lancashire, rimase orfana in tenera età e fu mandata a servizio da una colta signora cripto-cattolica, che praticava l'astrologia e che le insegnò l'ebraico perché convinta che la fanciulla avrebbe ricondotto alla fede le dieci tribù perdute d'Israele nel Nuovo Mondo, dove secondo gli astri sarebbe stata portata dal destino. Dopo la morte della padrona si recò a Londra, dove si dedicò alla prostituzione e al furto, ma fu scoperta e deportata in Virginia, affidata a un padrone e assegnata prima ai campi di tabacco poi alle cucine della casa. Per difendersi da un tentativo di stupro da parte del sorvegliante gli affettò le orecchie con un coltello e scappò con l'intenzione di raggiungere la Florida spagnola. Percorrendo i boschi s'imbatté invece in un'indiana algonchina, che seguì al suo villaggio, diventandone una sorta di figlia adottiva. Le due donne furono poi sposate nella stessa occasione da "Alto Hychory", un guerriero della tribù, e la giovane inglese diede alla luce un bambino, chiamato "Piccola Stella Cadente".
Tra i nativi e gli inglesi scoppiò una guerra: il governatore della colonia fu catturato e ucciso, cosa che scatenò una terribile rappresaglia sul villaggio. Alto Hychory e gli uomini furono massacrati, mentre le donne furono portate via dai soldati. In virtù della sua origine etnica, alla giovane inglese fu riservato un trattamento migliore. Il pastore dell'insediamento dove si è stabilita le suggerisce di sposare un colono scapolo, cosa che la donna rifiuta con decisione.

### Il gabinetto del dottor Edgar Allan Poe
Il racconto è stato pubblicato, col titolo originale The Cabinet of Edgar Allan Poe, sulla rivista Interzone nel 1979.
Trama
L'autrice rievoca la figura di Edgar Allan Poe attraverso alcuni momenti salienti della sua non lunghissima esistenza: la nascita da una coppia di attori, la madre che per calmare i suoi pianti infantili gli dava da succhiare una pezzuola intinta nel whisky (cosa che probabilmente avrebbe poi accentuato la sua inclinazione all'alcolismo), l'effetto straniante e il senso di meraviglia dati dalla finzione teatrale che avrebbero ispirato le sue fantasie letterarie, la morte dei suoi genitori (in particolare della madre), il matrimonio con la cugina Virginia molto più giovane di lui.
Alla morte della moglie, lo scrittore in preda ai fumi dell'alcool pensa di esserne stato il responsabile perché crede di averle strappato i denti ad uno ad uno.

### Ouverture e accompagnamento musicale perSogno di una notte di mezza estate
Il racconto è stato pubblicato, col titolo originale Overture and Incidental Music for A Midsummer Night's Dream, sulla rivista Interzone nel 1979.
Trama
Prima della rappresentazione di Sogno di una notte di mezza estate, l'attore adolescente che interpreta "Hermy tutto oro" riflette sul suo e sugli altri personaggi della commedia, in particolare su Puck, e sui loro archetipi mitici.

### Peter e il lupo
Il racconto è stato pubblicato, col titolo originale Peter and the Wolf, nell'antologia Firebird I nel 1980.
Trama
Sulle Alpi svizzere, una baita in alta montagna viene attaccata dai lupi in una notte di bufera, proprio mentre si compiono per la padrona di casa i tempi del parto; dopo alcuni giorni la madre della puerpera rinviene in loco il cadavere della donna e i poveri resti del marito di lei, ma del neonato non v'è traccia.
Alcuni anni dopo Peter, figlio dell'altro figlio della donna che aveva compiuto la macabra scoperta, mentre pascola le capre scorge alcuni lupi, tra i quali spicca una femmina con fattezze umane: si tratta di sua cugina, portata via dalle belve subito dopo la nascita e cresciuta come una di loro. La nonna di Peter decide comunque di prenderla con sé e di volerle bene in quanto sua nipote, benché non sappia comportarsi come un essere umano.
Una notte Peter, affascinato dalla vista dei genitali della cugina, si congiunge carnalmente con lei, che si mette a ululare richiamando i lupi, i quali irrompono in casa e la portano via con loro. La nonna viene morsa a una mano e muore per la propagazione dell'infezione. Peter, che si sente responsabile dell'accaduto, sviluppa una grande devozione religiosa e matura l'idea di entrare in seminario. Tuttavia, una volta partito da casa per questa destinazione, rivede per un momento la ragazza-lupo con i due gemellini che ha generato attaccati alle sue mammelle, e decide di seguire un'altra via nel mondo.

### Nato in cucina
Il racconto è stato pubblicato, col titolo originale The Kitchen Child ("Il figlio della cucina" o "Il bimbo di cucina"), sulla rivista Vogue nel 1979. È stato riveduto e corretto per la pubblicazione in volume.
Trama
La cuoca di un nobile inglese, a causa di un rapporto occasionale col valletto di un duca francese ospite del suo padrone, dà alla luce un bimbo, che cresce in cucina tra tegami e cibarie. Dopo molti anni, il duca è di nuovo ospite nella stessa magione; l'ex "bimbo di cucina" spera allora d'incontrare il suo presunto padre, ma apprende dal nobiluomo che questi è morto; tuttavia, dopo avergli descritto i dettagli del suo concepimento, il duca (che è anche un buongustaio) va anch'egli a trovare sua madre, che però lo respinge finché non ha terminato di cucinare il soufflé d'aragosta che tanto gli era piaciuto anni prima. Il duca, affascinato dalla sua personalità oltre che dalle sue abilità culinarie, la conduce con sé in Francia per farne la propria sposa; il figlio di lei può diventare il nuovo chef del suo vecchio padrone.

### Delitto con ascia a Fall River
Il racconto è stato pubblicato, col titolo originale Mise-en-Scène for Parricide ("Messa in scena per parricidio"), su The London Review of Books nel 1981. In occasione della sua pubblicazione in volume è stato reintitolato The Fall River Axe Murders.
Trama
Nel 1892 a Fall River nel Massachusetts vive la famiglia Borden, composta da Andrew (il "Vecchio Borden"), la sua seconda moglie Abby e le figlie di primo letto, ancora nubili, Emma e Lizzie, con la domestica irlandese Bridget Sullivan. Una notte, in assenza dei padroni di casa, avviene un furto con scasso e vandalismi vari, scoperto da Lizzie che tuttavia ha un vuoto di memoria, tanto che potrebbe esserne stata l'inconsapevole autrice. 
Qualche giorno dopo il Vecchio Borden, infastidito dai versi dei piccioni allevati da Lizzie, li uccide, ed Abby li fa poi cucinare. Lizzie si convince che l'idea sia partita dalla matrigna e che suo padre ne sia stato il mero esecutore; la notte del 4 agosto li ammazza entrambi usando la stessa accetta con la quale gli uccelli erano stati decapitati. Emma, che si trova altrove, non viene coinvolta nel fatto di sangue.

## Edizioni
- (EN) Angela Carter, Black Venus, London, Chatto & Windus, 1985, ISBN 978-0-7011-3964-3.
- Angela Carter, Venere nera, collana I Narratori, traduzione di Barbara Lanati, Milano, Feltrinelli, 1987, ISBN 88-07-01333-9.
- Angela Carter, Venere nera, in Nell'antro dell'alchimista, traduzione di Barbara Lanati, II, collana La scala, Milano, Rizzoli, 1998,  pp. 7-145, ISBN 88-17-67079-0.
- Angela Carter, Venere nera, in Il vuoto attorno, traduzione di Barbara Lanati, collana  Scrittori di tutto il mondo, Milano, Corbaccio, 2005, ISBN 88-7972-586-6.
- Angela Carter, Venere nera, in Nell'antro dell'alchimista, traduzione di Barbara Lanati, II, collana Le strade, n. 452, Roma, Fazi Editore, 2020,  pp. 7-168, ISBN 978-88-93256-27-8.